# Internet Archive Scholar
Internet Archive Scholar è un motore di ricerca per l'editoria accademica creato dall'Internet Archive nel 2020. A febbraio 2024, conteneva oltre 35 milioni di articoli di ricerca con accesso al testo completo (nel 2022 erano 25 milioni). I materiali disponibili provengono da tre fonti diverse: contenuti identificati dalla Wayback Machine, da materiale cartaceo digitalizzato e dai caricamenti effettuate dagli utenti e dalle raccolte dei vari partenariati.